# إلميرا (نيويورك)
إلميرا (بالإنجليزية: Elmira)‏ هي مدينة في ولاية نيويورك الأمريكية.
يبلغ عدد سكانها حسب تعداد سنة 2000: 30,940 نسمة. ويبلغ عددهم حسب تقدير 2007 حوالي:29,437 نسمة.

## التركيبة السكانية
حدّد مكتب تعداد الولايات المتحدة بيانات التركيبة السكانية لإلميرا في تعداد الولايات المتحدة. في ما يلي، التركيبة السكانية حسب تعدادي 2000 و2010.

### تعداد عام 2000
بلغ عدد سكان إلميرا 30,940 نسمة بحسب تعداد عام 2000، وبلغ عدد الأسر 11,475 أسرة وعدد العائلات 6,701 عائلة مقيمة في المدينة. في حين سجلت الكثافة السكانية 1,576.2 نسمة لكل كيلومتر مربع (4,082.3/ميل2). وبلغ عدد الوحدات السكنية 12,895 وحدة بمتوسط كثافة قدره 656.9 لكل كيلومتر مربع (1,701.4/ميل2).
وتوزع التركيب العرقي للمدينة بنسبة 82.03% من البيض و13.05% من الأمريكيين الأفارقة و0.39% من الأمريكيين الأصليين و0.49% من الأمريكيين ذوي الأصول الآسيوية و0.03% من سكان جزر المحيط الهادئ و1.37% من الأعراق الأخرى و2.64% من عرقين مختلطين أو أكثر و3.14% من الهسبانيون أو اللاتينيون من أي عرق.
بلغ عدد الأسر 11,475 أسرة كانت نسبة 34.3% منها لديها أطفال تحت سن الثامنة عشر تعيش معهم، وبلغت نسبة الأزواج القاطنين مع بعضهم البعض 35.3% من أصل المجموع الكلي للأسر، ونسبة 18.4% من الأسر كان لديها معيلات من الإناث دون وجود شريك، بينما كانت نسبة 4.7% من الأسر لديها معيلون من الذكور دون وجود شريكة وكانت نسبة 41.6% من غير العائلات. تألفت نسبة 34.5% من أصل جميع الأسر من عدة أفراد يعيشون في نفس المنزل ونسبة 13.6% كانت تتألف من شخص يعيش بمفرده يبلغ من العمر 65 عاماً أو أكثر. وبلغ متوسط حجم الأسرة المعيشية 2.37، أما متوسط حجم العائلات فبلغ 3.05.
بلغ العمر الوسطي للسكان 33.4 عاماً. وكانت نسبة 24.8% من القاطنين تحت سن الثامنة عشر، وكانت نسبة 8.3% بين الثامنة عشر والرابعة والعشرين عاماً، ونسبة 24.9% كانت واقعةً في الفئة العمرية ما بين الخامسة والعشرين والرابعة والأربعين عاماً، ونسبة 17.3% كانت ما بين الخامسة والأربعين والرابعة والستين، ونسبة 12.6% كانت ضمن فئة الخامسة والستين عاماً فما فوق. يوجد لكل 100 أنثى 90.3 ذكر، ويوجد لكل 100 أنثى في الثامنة عشر من عمرها فما فوق 83.5 ذكر.
بلغ متوسط دخل الأسرة في المدينة 27,292 دولارًا، أما متوسط دخل العائلة فبلغ 33,592 دولارًا. وكان متوسط دخل الذكور 31,775 دولارًا مقابل 22,350 دولارًا للإناث. وسجل دخل الفرد الخاص بالمدينة 14,495 دولارًا. وكانت نسبة 17.9% من العائلات ونسبة 23.1% من السكان تحت خط الفقر، وكان من هؤلاء نسبة 33.1% تحت سن الثامنة عشر ونسبة 12.1% في الخامسة والستين من العمر وما فوق.

### تعداد عام 2010
بلغ عدد سكان إلميرا 29,200 نسمة بحسب تعداد عام 2010، وبلغ عدد الأسر 10,991 أسرة وعدد العائلات 6,209 عائلة مقيمة في المدينة. في حين سجلت الكثافة السكانية 1,487.5 نسمة لكل كيلومتر مربع (3,852.6/ميل2). وبلغ عدد الوحدات السكنية 12,313 وحدة بمتوسط كثافة قدره 627.3 لكل كيلومتر مربع (1,624.7/ميل2).
وتوزع التركيب العرقي للمدينة بنسبة 78.25% من البيض و14.62% من الأمريكيين الأفارقة و0.41% من الأمريكيين الأصليين و0.61% من الأمريكيين ذوي الأصول الآسيوية و0.04% من سكان جزر المحيط الهادئ و1.03% من الأعراق الأخرى و5.03% من عرقين مختلطين أو أكثر و4.28% من الهسبانيون أو اللاتينيون من أي عرق.
بلغ عدد الأسر 10,991 أسرة كانت نسبة 32% منها لديها أطفال تحت سن الثامنة عشر تعيش معهم، وبلغت نسبة الأزواج القاطنين مع بعضهم البعض 30.9% من أصل المجموع الكلي للأسر، ونسبة 19.5% من الأسر كان لديها معيلات من الإناث دون وجود شريك، بينما كانت نسبة 6.1% من الأسر لديها معيلون من الذكور دون وجود شريكة وكانت نسبة 43.5% من غير العائلات. تألفت نسبة 36.1% من أصل جميع الأسر من عدة أفراد يعيشون في نفس المنزل ونسبة 11.8% كانت تتألف من شخص يعيش بمفرده يبلغ من العمر 65 عاماً أو أكثر. وبلغ متوسط حجم الأسرة المعيشية 2.34، أما متوسط حجم العائلات فبلغ 3.03.
بلغ العمر الوسطي للسكان 33.9 عاماً. وكانت نسبة 23.7% من القاطنين تحت سن الثامنة عشر، وكانت نسبة 13.1% بين الثامنة عشر والرابعة والعشرين عاماً، ونسبة 26.3% كانت واقعةً في الفئة العمرية ما بين الخامسة والعشرين والرابعة والأربعين عاماً، ونسبة 25% كانت ما بين الخامسة والأربعين والرابعة والستين، ونسبة 11.8% كانت ضمن فئة الخامسة والستين عاماً فما فوق. وتوزع التركيب الجنسي للسكان بنسبة 50.6% ذكور و49.4% إناث.

## المناخ
يظهر الجدول التالي التغييرات المناخية على مدار السنة لإلميرا:
| البيانات المناخية لـإلميرا           | البيانات المناخية لـإلميرا | البيانات المناخية لـإلميرا | البيانات المناخية لـإلميرا | البيانات المناخية لـإلميرا | البيانات المناخية لـإلميرا | البيانات المناخية لـإلميرا | البيانات المناخية لـإلميرا | البيانات المناخية لـإلميرا | البيانات المناخية لـإلميرا | البيانات المناخية لـإلميرا | البيانات المناخية لـإلميرا | البيانات المناخية لـإلميرا | البيانات المناخية لـإلميرا |
| الشهر                                | يناير                      | فبراير                     | مارس                       | أبريل                      | مايو                       | يونيو                      | يوليو                      | أغسطس                      | سبتمبر                     | أكتوبر                     | نوفمبر                     | ديسمبر                     | المعدل السنوي              |
| ------------------------------------ | -------------------------- | -------------------------- | -------------------------- | -------------------------- | -------------------------- | -------------------------- | -------------------------- | -------------------------- | -------------------------- | -------------------------- | -------------------------- | -------------------------- | -------------------------- |
| الدرجة القصوى °ف (°م)                | 72 (22)                    | 70 (21)                    | 86 (30)                    | 93 (34)                    | 96 (36)                    | 102 (39)                   | 104 (40)                   | 102 (39)                   | 107 (42)                   | 93 (34)                    | 87 (31)                    | 69 (21)                    | 107 (42)                   |
| متوسط درجة الحرارة الكبرى °ف (°م)    | 32.9 (0.5)                 | 35.8 (2.1)                 | 44.4 (6.9)                 | 57.9 (14.4)                | 69.7 (20.9)                | 78.2 (25.7)                | 82.3 (27.9)                | 80.8 (27.1)                | 73.1 (22.8)                | 60.7 (15.9)                | 48.8 (9.3)                 | 37.2 (2.9)                 | 58.5 (14.7)                |
| متوسط درجة الحرارة الصغرى °ف (°م)    | 15.1 (−9.4)                | 16.5 (−8.6)                | 22.7 (−5.2)                | 33.6 (0.9)                 | 43.0 (6.1)                 | 52.8 (11.6)                | 57.3 (14.1)                | 55.7 (13.2)                | 48.1 (8.9)                 | 36.9 (2.7)                 | 29.9 (−1.2)                | 20.9 (−6.2)                | 36.0 (2.2)                 |
| أدنى درجة حرارة °ف (°م)              | −24 (−31)                  | −21 (−29)                  | −10 (−23)                  | 6 (−14)                    | 21 (−6)                    | 32 (0)                     | 40 (4)                     | 31 (−1)                    | 23 (−5)                    | 15 (−9)                    | 3 (−16)                    | −16 (−27)                  | −24 (−31)                  |
| الهطول إنش (مم)                      | 1.95 (50)                  | 1.88 (48)                  | 2.68 (68)                  | 3.10 (79)                  | 3.08 (78)                  | 4.27 (108)                 | 3.73 (95)                  | 3.63 (92)                  | 3.49 (89)                  | 3.08 (78)                  | 3.01 (76)                  | 2.35 (60)                  | 36.25 (921)                |
| متوسط تساقط الثلوج إنش (سم)          | 10.9 (28)                  | 9.8 (25)                   | 9.6 (24)                   | 1.3 (3.3)                  | 0 (0)                      | 0 (0)                      | 0 (0)                      | 0 (0)                      | 0 (0)                      | .2 (0.51)                  | 2.4 (6.1)                  | 7.6 (19)                   | 41.8 (106)                 |
| متوسط أيام هطول الأمطار (≥ 0.01 in)  | 11.6                       | 9.6                        | 10.9                       | 12.5                       | 13.0                       | 12.8                       | 11.7                       | 11.0                       | 10.7                       | 11.4                       | 11.5                       | 11.2                       | 137.9                      |
| متوسط الأيام المثلجة (≥ 0.1 in)      | 6.3                        | 5.2                        | 3.6                        | .7                         | 0                          | 0                          | 0                          | 0                          | 0                          | .1                         | 1.4                        | 4.1                        | 21.4                       |
| المصدر: NOAA (extremes 1894–present) |                            |                            |                            |                            |                            |                            |                            |                            |                            |                            |                            |                            |                            |

## أعلام
- جين روبرتس
- أل تود
- ايلين كولينز
- ريتشارد باكاليان
- جون سي كلارك